# Umaglesi Liga 1994-1995
L'Umaglesi Liga 1994-1995 è stata la sesta edizione della massima serie del campionato georgiano di calcio. La stagione è iniziata il 14 agosto 1994 e si è conclusa il 31 maggio 1995. La Dinamo Tbilisi ha vinto il campionato per la sesta edizione consecutiva.

## Stagione

### Novità
Dalla Umaglesi Liga 1993-1994 sono stati retrocessi l'Alazani, lo Shukura Kobuleti, il Magaroeli Chiatura e il Mret'ebi Tbilisi, mentre dalla Pirveli Liga è stato promosso il Duruji Q'vareli.

Inoltre, l'Odishi Zugdidi ha cambiato denominazione in Dinamo Zugdidi e il Batumi in Dinamo Batumi.

### Formula
La formula del campionato tornò al girone unico. Le 16 squadre partecipanti si sono affrontate in un girone all'italiana con partite di andata e ritorno, per un totale di 30 giornate. La squadra prima classificata è stata dichiarata campione di Georgia ed ammessa al turno preliminare della Coppa UEFA 1995-1996. Anche la seconda classificata è stata ammessa al turno preliminare della Coppa UEFA 1995-1996. La squadra vincitrice della coppa nazionale veniva ammessa al turno preliminare della Coppa delle Coppe 1995-1996. Le ultime due classificate venivano retrocesse in Pirveli Liga.

## Squadre partecipanti
| Club                   | Città        | Stagione 1993-1994                               |
| ---------------------- | ------------ | ------------------------------------------------ |
| Dila Gori              | Gori         | 9º posto in Umaglesi Liga                        |
| Dinamo Batumi          | Batumi       | 5º posto in Umaglesi Liga (come Batumi)          |
| Dinamo Tbilisi         | Tbilisi      | Campione di Georgia                              |
| Dinamo Zugdidi         | Zugdidi      | 12º posto in Umaglesi Liga (come Odishi Zugdidi) |
| Duruji Q'vareli        | Q'vareli     | 1º posto in Pirveli Liga gruppo est              |
| Guria Lanchkhuti       | Lanchkhuti   | 7º posto in Umaglesi Liga                        |
| Iveria Khashuri        | Khashuri     | 10º posto in Umaglesi Liga                       |
| Kakheti Telavi         | Telavi       | 15º posto in Umaglesi Liga                       |
| K'olkheti-1913 Poti    | Poti         | 2º posto in Umaglesi Liga                        |
| Margveti Zest'aponi    | Zestaponi    | 8º posto in Umaglesi Liga                        |
| Met'alurgi Rustavi     | Rustavi      | 11º posto in Umaglesi Liga                       |
| Samgurali Ts'q'alt'ubo | Ts'q'alt'ubo | 14º posto in Umaglesi Liga                       |
| Samt'redia             | Samtredia    | 4º posto in Umaglesi Liga                        |
| Sapovnela              | Terjola      | 13º posto in Umaglesi Liga                       |
| Shevardeni-1906        | Tbilisi      | 6º posto in Umaglesi Liga                        |
| Torpedo Kutaisi        | Kutaisi      | 3º posto in Umaglesi Liga                        |

## Classifica finale
|  | Pos. | Squadra                | Pt | G  | V  | N  | P  | GF  | GS | DR  |
|  | ---- | ---------------------- | -- | -- | -- | -- | -- | --- | -- | --- |
|  | 1.   | Dinamo Tbilisi         | 78 | 30 | 25 | 3  | 2  | 125 | 33 | +92 |
|  | 2.   | Samt'redia             | 74 | 30 | 24 | 2  | 4  | 75  | 25 | +50 |
|  | 3.   | K'olkheti-1913 Poti    | 63 | 30 | 20 | 3  | 7  | 72  | 28 | +44 |
|  | 4.   | Dinamo Batumi          | 54 | 30 | 16 | 6  | 8  | 69  | 40 | +29 |
|  | 5.   | Dinamo Zugdidi         | 46 | 30 | 14 | 4  | 12 | 58  | 54 | +4  |
|  | 6.   | Torpedo Kutaisi        | 44 | 30 | 14 | 2  | 14 | 58  | 47 | +11 |
|  | 7.   | Met'alurgi Rustavi     | 44 | 30 | 12 | 8  | 10 | 48  | 37 | +11 |
|  | 8.   | Dila Gori              | 37 | 30 | 10 | 7  | 13 | 25  | 35 | -10 |
|  | 9.   | Margveti Zest'aponi    | 36 | 30 | 10 | 6  | 14 | 35  | 53 | -18 |
|  | 10.  | Shevardeni-1906        | 32 | 30 | 8  | 8  | 14 | 35  | 48 | -13 |
|  | 11.  | Iveria Khashuri        | 31 | 30 | 9  | 4  | 17 | 42  | 58 | -16 |
|  | 12.  | Kakheti Telavi         | 31 | 30 | 7  | 10 | 13 | 37  | 59 | -22 |
|  | 13.  | Guria Lanchkhuti       | 30 | 30 | 8  | 6  | 16 | 36  | 81 | -45 |
|  | 14.  | Duruji Q'vareli        | 27 | 30 | 8  | 3  | 19 | 28  | 65 | -37 |
|  | 15.  | Sapovnela              | 24 | 30 | 6  | 6  | 18 | 34  | 76 | -42 |
|  | 16.  | Samgurali Ts'q'alt'ubo | 21 | 30 | 5  | 6  | 19 | 30  | 68 | -38 |

Legenda:
      Campione di Georgia e ammesso alla Coppa UEFA 1995-1996
      Ammesso alla Coppa UEFA 1995-1996
      Ammesso alla Coppa delle Coppe 1995-1996
      Retrocesse in Pirveli Liga 1995-1996
Note:
Tre punti a vittoria, uno a pareggio, zero a sconfitta.

## Risultati
|                         | DiT  | Sam  | Kol  | DiB  | DiZ  | Tor  | Met  | Dil  | Mar  | She  | Ive  | Kak  | Gur  | Dur  | Sap   | SaT   |
| ----------------------- | ---- | ---- | ---- | ---- | ---- | ---- | ---- | ---- | ---- | ---- | ---- | ---- | ---- | ---- | ----- | ----- |
| Dinamo Tbilisi          | –––– | 1-2  | 4-0  | 4-2  | 5-0  | 4-2  | 3-0  | 4-2  | 10-1 | 5-3  | 3-1  | 7-1  | 4-0  | 10-1 | 8-2   | 4-0   |
| Samt'redia              | 1-0  | –––– | 2-1  | 4-2  | 3-4  | 3-1  | 1-0  | 4-2  | 2-0  | 2-0  | 3-0  | 3-0  | 4-0  | 6-2  | 5-0   | 5-0   |
| Kolkheti-1913 Poti      | 2-3  | 3-0  | –––– | 2-3  | 4-0  | 3-0* | 4-0  | 2-0  | 4-0  | 4-1  | 8-1  | 4-0  | 3-0* | 3-0  | 3-0*  | [ 2 ] |
| Dinamo Batumi           | 3-5  | 3-1  | 0-0  | –––– | 3-0  | 1-0  | 3-0* | 2-1  | 5-2  | 1-0  | 5-0  | 0-0  | 6-0  | 4-0  | 5-2   | 6-1   |
| Dinamo Zugdidi          | 2-2  | 0-3  | 2-3  | 3-5  | –––– | 4-3  | 1-0  | 5-0  | 6-1  | 2-2  | 3-1  | 3-0* | 1-0  | 3-0* | 3-0   | 2-1   |
| Torpedo Kutaisi         | 1-1  | 2-1  | 0-0  | 4-2  | 3-2  | –––– | 2-1  | 4-0  | 2-0  | 2-0  | 1-0  | 3-0  | 4-0  | 2-1  | [ 2 ] | 2-1   |
| Met'alurgi Rustavi      | 1-4  | 0-0  | 6-1  | 3-0* | 3-1  | 3-2  | –––– | 0-0  | 1-1  | 0-0  | 4-1  | 2-2  | 1-0  | 1-0  | 6-1   | 3-0   |
| Dila Gori               | 0-0  | 0-1  | 2-1  | 0-0  | 1-0  | 2-1  | 0-1  | –––– | 0-2  | 0-0  | 1-0  | 5-0  | 3-0* | 1-0  | 0-0   | 3-0*  |
| Margveti Zestap'oni     | 0-1  | 0-2  | 0-2  | 3-1  | 1-0  | 3-2  | 0-4  | 1-0  | –––– | 0-0  | 0-1  | 0-1  | 7-0  | 1-0  | 1-1   | 0-0   |
| Shevardeni-1906 Tbilisi | 1-6  | 0-1  | 0-1  | 1-1  | 0-1  | 3-2  | 1-0  | 0-1  | 1-1  | –––– | 4-2  | 2-2  | 1-1  | 2-0  | 3-1   | 1-0   |
| Iveria Khashuri         | 0-2  | 0-3  | 2-3  | 1-2  | 1-2  | 3-2  | 2-0  | 0-1  | 0-0  | 3-0* | –––– | 3-1  | 5-0  | 5-0  | 2-0   | 2-1   |
| Kakheti Telavi          | 3-4  | 2-5  | 1-1  | 1-0  | 4-3  | 0-2  | 0-0  | 0-0  | 0-2  | 0-1  | 0-0  | –––– | 1-1  | 0-0  | 5-1   | 5-1   |
| Guria Lanchkhuti        | 0-6  | 0-3  | 0-2  | 0-0  | 2-2  | 4-3  | 4-4  | 0-0  | 3-2  | 3-2  | 3-1  | 0-1  | –––– | 3-2  | 2-1   | 4-2   |
| Duruji Q'vareli         | 0-3  | 0-1  | 0-1  | 1-0  | 2-1  | 0-3  | 0-2  | 3-0  | 2-4  | 3-1  | 2-1  | 2-2  | 3-1  | –––– | 2-1   | 2-1   |
| Sapovnela               | 2-5  | 1-3  | 1-4  | 0-3  | 0-1  | 3-2  | 1-1  | 3-0  | 2-1  | 3-2  | 2-2  | 2-1  | 1-4  | 0-0  | ––––  | 1-0   |
| Samgurali Ts'q'alt'ubo  | 0-7  | 1-1  | 0-3* | 1-1  | 1-1  | 2-1  | 2-1  | 1-0  | 0-1  | 0-3  | 2-2  | 2-4  | 6-1  | 2-0  | 2-2   | ––––  |

L'asterisco indica partita data persa 0-3 a tavolino.